# M'Batto
 (janvier 2015).
Si vous disposez d'ouvrages ou d'articles de référence ou si vous connaissez des sites web de qualité traitant du thème abordé ici, merci de compléter l'article en donnant les références utiles à sa vérifiabilité et en les liant à la section « Notes et références ».
Pour les articles homonymes, voir GWA (homonymie).
Le M'Batto (parfois orthographié Mbato), aussi appelé Gwa (parfois orthographié Goua), constituent une ethnie minoritaire de Côte d'Ivoire. Les M'Battos vivent aujourd'hui dans la région de La Mé, dans le département d'Alépé, à 35 km au nord-est d'Abidjan, notamment dans la sous-préfecture d'Oghlwapo (qui veut dire la maison des Gwa), ainsi qu'Abidjan et Bingerville. Ils sont issus du groupe Akan qui vit dans le centre, l'est et le sud-est de la Côte d'Ivoire.
C'est un peuple dont les religions d'origine sont l'animisme et ses dérivés. Bien plus tard, durant la période coloniale, la majorité des Gwa a embrassé le christianisme. On y trouve beaucoup de catholiques et des protestants méthodistes. Par ailleurs, ce peuple a donné à la Côte d'Ivoire un nombre très important de prêtres et des sœurs d'église.
Ce peuple a une très faible population du fait qu'il a combattu presque tous ses voisins, à savoir les Attiés, les Abés, les Ébriés, les Abouré et les autres peuples akans du sud du pays.

## Villages M'Batto
La sous-préfecture d'Oghlwapo est la fusion des deux villages qui constituent le chef-lieu des deux branches du peuple M'Batto à savoir Dabré pour les lablons et Domolon pour les Domlons.
Les principaux villages M'Batto sont Dabré, Akouré, M'Batto-bouaké, N'kouyaté, Oguédoumé (chez les Lablons), Domolon, Monga, Ingrakon, Andoumbatto, N'Gokro et Motobé (chez les domlons).

## Organisation sociale du peuple M'Batto
Le peuple M'Batto est composé de deux branches : les lablons (ou gens d'en-haut) et les domlons (ou gens d'en bas). Les lablons constituent la branche  senior des M'Batto.
Le peuple M'Batto est organisé selon un système de démocratie des classes d'âge.
Le pouvoir se répartit selon un système de classes d'âge, aussi appelé générations.
On dénombre quatre générations, qui sont les Nyondon, les Dougbos, les Monakwon et les Béchouons. Chaque classe d'âge se divise en cinq sous-groupes, à savoir Djéon, Togba, Mondonin, Adjéon et Atogba. Ces deux derniers sous-groupes sont considérés facultatifs. Ces sous-divisions correspondent également à une répartition en fonction de l'âge, et du rang dans la fratrie des hommes qui y participent.
Chaque génération dure en moyenne 15 ans. Ainsi, le cycle des générations est de 60 ans, et chacune se succède pour occuper des fonctions distinctes à tour de rôle.

## Langue
la langue Gwa ou N’Gwlah